# Marco Kana
Marco Kana (ur. 8 sierpnia 2002 w Kinszasie) – belgijski piłkarz kongijskiego pochodzenia grający na pozycji pomocnika w klubie RSC Anderlecht.

## Kariera juniorska
Kana grał jako junior w RSC Anderlecht (2009–2019).

## Kariera seniorska

### RSC Anderlecht
Kana zadebiutował w pierwszej drużynie RSC Anderlecht 4 sierpnia 2019 w meczu z Royal Excel Mouscron (0:0). Pierwszą bramkę zdobył 20 października 2019 w wygranym 4:1 spotkaniu przeciwko Sint-Truidense VV. Stał się wówczas siódmym najmłodszym strzelcem w historii klubu. W sezonach 2021/2022 i 2023/2024 zajął z nimi 3. miejsce w lidze. W sezonach 2021/2022 i 2024/2025 dotarł z nimi do finału Pucharu Belgii, w obu przypadkach RSC Anderlecht poniósł porażkę.

### RSCA Futures
Kana zadebiutował w RSCA Futures (młodzieżowej drużynie RSC Anderlecht grającej w Eerste klasse B) 18 grudnia 2022 w przegranym 1:2 spotkaniu przeciwko RWD Molenbeek. Ostatecznie w ich barwach wystąpił 14 razy, nie zdobył żadnej bramki.

### KV Kortrijk
Kana został wypożyczony do KV Kortrijk 1 września 2023 bez opcji wykupu. Zadebiutował u nich tego samego dnia w meczu z Oud-Heverlee Leuven (0:3). W swoim drugim występie dla tego klubu, 17 września 2023 w starciu z RSC Anderlecht, został ukarany dwiema żółtymi kartkami (w 33 i 81 minucie meczu), w efekcie czego otrzymał czerwoną kartkę i nie mógł wystąpić 6 dni później w meczu z Royal Charleroi. Łącznie rozegrał dla nich 22 mecze, nie strzelił w nich żadnego gola.

## Kariera reprezentacyjna

### Młodzieżowe reprezentacje Belgii
W 2018 Kana zaliczył 4 występy w reprezentacji Belgii U-16. 8 marca 2018 w meczu z Irlandią Północną (4:0) strzelił swojego jedynego gola w tej reprezentacji. W latach 2018–2019 rozegrał 14 meczów w kadrze Belgii U-17. W 2019 pojechał z nią na Mistrzostwa Europy. Wystąpił na nich w czterech spotkaniach: z Czechami (1:1), Grecją (3:0), Irlandią (1:1) i Holandią (0:3). We wszystkich czterech meczach pełnił funkcję kapitana swojej drużyny. W latach 2019–2020 czterokrotnie zagrał w reprezentacji Belgii U-19. W latach 2020–2023 rozegrał 12 meczów w kadrze Belgii U-21.

## Statystyki

### Klubowe
(aktualne na dzień 17 lipca 2025)
| Klub               | Sezon              | Liga               | Liga  | Liga   | Puchar kraju | Puchar kraju | Europa | Europa | Suma  | Suma   |
| Klub               | Sezon              | Liga               | Mecze | Bramki | Mecze        | Bramki       | Mecze  | Bramki | Mecze | Bramki |
| ------------------ | ------------------ | ------------------ | ----- | ------ | ------------ | ------------ | ------ | ------ | ----- | ------ |
| RSC Anderlecht     | 2019/20            | Eerste klasse      | 15    | 1      | 2            | 0            | –      | –      | 17    | 1      |
| RSC Anderlecht     | 2020/21            | Eerste klasse      | 8     | 0      | 2            | 0            | –      | –      | 10    | 0      |
| RSC Anderlecht     | 2021/22            | Eerste klasse      | 10    | 0      | 2            | 0            | 1      | 0      | 13    | 0      |
| RSC Anderlecht     | 2022/23            | Eerste klasse      | 9     | 0      | 0            | 0            | 7      | 0      | 16    | 0      |
| RSC Anderlecht     | 2023/24            | Eerste klasse      | 2     | 0      | 0            | 0            | –      | –      | 2     | 0      |
| RSC Anderlecht     | 2024/25            | Eerste klasse      | 1     | 0      | 0            | 0            | 0      | 0      | 1     | 0      |
| RSC Anderlecht     | 2025/26            | Eerste klasse      | 0     | 0      | 0            | 0            | 0      | 0      | 0     | 0      |
| RSC Anderlecht     | Ogólnie            | Ogólnie            | 45    | 1      | 6            | 0            | 8      | 0      | 59    | 1      |
| RSCA Futures       | 2022/23            | Eerste klasse B    | 3     | 0      | 0            | 0            | –      | –      | 3     | 0      |
| RSCA Futures       | 2024/25            | Eerste klasse B    | 11    | 0      | 0            | 0            | –      | –      | 11    | 0      |
| RSCA Futures       | Ogólnie            | Ogólnie            | 14    | 0      | 0            | 0            | 0      | 0      | 14    | 0      |
| KV Kortrijk        | 2023/24            | Eerste klasse      | 20    | 0      | 2            | 0            | –      | –      | 22    | 0      |
| KV Kortrijk        | Ogólnie            | Ogólnie            | 20    | 0      | 2            | 0            | 0      | 0      | 22    | 0      |
| Ogólnie w karierze | Ogólnie w karierze | Ogólnie w karierze | 79    | 1      | 8            | 0            | 8      | 0      | 85    | 1      |

### Reprezentacyjne
(aktualne na dzień 17 lipca 2025)
| Reprezentacja      | Rok                | Mecze | Bramki |
| ------------------ | ------------------ | ----- | ------ |
| Belgia U-16        | 2018               | 4     | 1      |
| Ogólnie            | Ogólnie            | 4     | 1      |
| Belgia U-17        | 2018               | 6     | 0      |
| Belgia U-17        | 2019               | 8     | 0      |
| Ogólnie            | Ogólnie            | 14    | 0      |
| Belgia U-19        | 2019               | 3     | 0      |
| Belgia U-19        | 2020               | 1     | 0      |
| Ogólnie            | Ogólnie            | 4     | 0      |
| Belgia U-21        | 2020               | 1     | 0      |
| Belgia U-21        | 2021               | 6     | 0      |
| Belgia U-21        | 2022               | 2     | 0      |
| Belgia U-21        | 2023               | 3     | 0      |
| Ogólnie            | Ogólnie            | 12    | 0      |
| Ogólnie w karierze | Ogólnie w karierze | 34    | 1      |